# Matías Soto (Fußballspieler)
Matías Fernando Soto de Freitas (* 23. April 1991 in Salto) ist ein uruguayischer Fußballspieler.

## Karriere

### Verein
Soto spielte in der Jugend als Spieler von Ceibal bereits in der U-13-Departamento-Auswahl von Salto, unter anderem an der Seite von David Texeira. Der nach Angaben seines Vereins 1,81 Meter große Defensivakteur stieß im August 2011 als Leihgabe Defensors zu Juventud. In der Spielzeit 2012/13 absolvierte er dort 22 Partien in der Primera División. 2013/14 kamen weitere 19 Erstligaspiele hinzu. In der Saison 2014/15 kam er zwölfmal zum Einsatz. Es folgten in der Spielzeit 2015/16 25 Erstligaeinsätze und vier absolvierte Partien in der Copa Sudamericana 2015. Ein Pflichtspieltor erzielte er dabei nicht. In der Saison 2016 bestritt er 13 Erstligabegegnungen (kein Tor). Mitte Januar 2017 schloss er sich den Rampla Juniors an.

### Nationalmannschaft
Soto gehörte der uruguayischen U-20-Nationalmannschaft an. Dort kam er mindestens beim 5:0-Sieg gegen Chile am 30. September 2010 zu einem Länderspieleinsatz, als er in der 68. Minute für Ramón Arias eingewechselt wurde. Er nahm im November 2010 mit der von Juan Verzeri trainierten uruguayischen U-20-Auswahl an der Copa Aerosur teil.